# Campomanesia
Campomanesia là một chi thực vật trong họ Myrtaceae. Chi này có xuất xứ từ Nam Mỹ và Trinidad. Nó được mô tả ở cấp chi vào năm 1794.

## Các loài
1. Campomanesia adamantium - Brazil, Paraguay
2. Campomanesia anemonea - Bahia
3. Campomanesia aprica - SE Brazil
4. Campomanesia aromatica - from Trinidad to Bolivia
5. Campomanesia aurea - S Brazil, Paraguay, Uruguay, NE Argentina
6. Campomanesia blanchetiana - Bahia
7. Campomanesia cavalcantina - Goiás
8. Campomanesia cucullata - Pará
9. Campomanesia dichotoma - E Brazil
10. Campomanesia espiritosantensis - SE Brazil
11. Campomanesia eugenioides - Brazil
12. Campomanesia fruticosa - SE Brazil
13. Campomanesia grandiflora - N + NE Brazil, Fr Guiana, Suriname, Guyana, Venezuela
14. Campomanesia guaviroba - S Brazil, Paraguay, Bolivia, Misiones
15. Campomanesia guazumifolia - S + E Brazil, Paraguay, Uruguay, NE Argentina
16. Campomanesia hirsuta - Rio de Janeiro
17. Campomanesia ilhoensis - Alagoas, Bahia, Sergipe
18. Campomanesia laurifolia - SE Brazil
19. Campomanesia lineatifolia - Colombia, Peru, Ecuador, Brazil
20. Campomanesia lundiana - Rio de Janeiro
21. Campomanesia macrobracteolata - Espírito Santo
22. Campomanesia mediterranea - SE Brazil
23. Campomanesia neriiflora - São Paulo, Paraná
24. Campomanesia pabstiana - Brasília
25. Campomanesia phaea - Paraná, São Paulo, Rio de Janeiro
26. Campomanesia prosthecesepala - Minas Gerais
27. Campomanesia pubescens - Brazil, Paraguay
28. Campomanesia racemosa - SE Brazil
29. Campomanesia reitziana - São Paulo, Santa Catarina
30. Campomanesia rhombea - S + SE Brazil
31. Campomanesia rufa - C Brazil
32. Campomanesia schlechtendaliana - S + E Brazil
33. Campomanesia sessiliflora - Brazil, Paraguay, Bolivia
34. Campomanesia simulans - São Paulo, Minas Gerais
35. Campomanesia speciosa - E Peru, Acre
36. Campomanesia terminalis - Rio de Janeiro
37. Campomanesia transalpina - Rio de Janeiro
38. Campomanesia velutina - Brazil
39. Campomanesia xanthocarpa - S Brazil, Paraguay, Uruguay, NE Argentina